# Fontanelle postérieure
Pour un article plus général, voir Fontanelle.
La fontanelle postérieure (ou fontanelle lambdatique ou fontanelle occipitale ou petite fontanelle) est l'espace membraneux séparant l'os occipital et les deux os pariétaux au niveau du lambda du fœtus.
Elle est triangulaire et est située à la jonction des sutures sagittale et lambdoïde.
Elle se ferme généralement 6 à 8 semaines après la naissance.

## Aspect clinique
Un retard de fermeture de la fontanelle postérieure est associé à une hypothyroïdie congénitale.